# Nils Törnkvist
Nils Kortz Törnkvist, född 7 april 1868 i Lund, död 2 oktober 1936 i Bjuvs församling, Malmöhus län, var en svensk gruvarbetare och riksdagspolitiker (socialdemokrat).
Som riksdagsman var Törnkvist var ledamot av riksdagens andra kammare för Socialdemokraterna från 1921, invald i Malmöhus läns valkrets.